# Zathauma metasequoiae
Zathauma metasequoiae är en insektsart som beskrevs av Ronald Gordon Fennah 1956. Zathauma metasequoiae ingår i släktet Zathauma och familjen vedstritar. Inga underarter finns listade i Catalogue of Life.